# キバナノレンリソウ
キバナノレンリソウ（黄花の連理草、学名：Lathyrus pratensis L.）は、マメ科レンリソウ属の多年生。

## 分布
ユーラシア大陸と北アフリカに分布する。北アメリカに帰化し、牧草に利用されている。日本では伊吹山に自生する帰化植物。1568年（永禄11年）に織田信長の指示によって、ポルトガルの宣教師にヨーロッパからの薬草を持ち込ませ、伊吹山の薬草園に移植した際に紛れて帰化した種と考えられている。

## 特長
茎は長さ120 cmに達する。長さ15-35 cm、幅5-12 cmの1対の子葉で、巻きひげがある。長さ1-1.6 cmの濃黄色の花が、総状花序に5-10個付く。開花時期は5-9月。種小名のpratensisは、「草原の」を意味する。
|    |    |    |      |
| 花 | 葉 | 豆 | 種子 |

## 種の保全状況評価
日本の以下の都道府県でレッドリストの指定を受けている。
- 準絶滅危惧 - 岐阜県[6]
- 地域個体群 - 新潟県
- 分布上重要種 - 滋賀県